# 네덜란드 정원

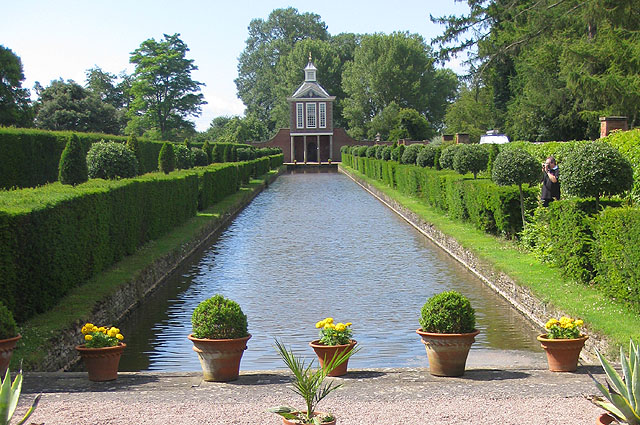

네덜란드 정원(Dutch garden)은 먼저 네덜란드의 정원을 지칭하지만 주로 영어권 국가에서 전통적으로 네덜란드 스타일로 간주되는 다양한 유형의 정원을 지칭하며, 이는 최근 수십 년 동안 정원 역사가들에 의해 많은 논쟁을 불러일으킨 추정이다. 역사적으로 네덜란드의 정원은 일반적으로 이웃 국가의 추세를 따랐지만, 근대 초기부터 네덜란드 정원은 알프스 이북 유럽의 나머지 지역에서 사용할 수 있는 식물의 범위가 더 넓다는 점과 개별 표본 식물에 중점을 두는 점에서 독특했다. 17세기부터 18세기까지 네덜란드인들은 식물학 서적 출판을 주도했고 정원 식물의 번식과 재배에 있어 매우 강력한 입지를 확립했으며 여전히 이를 유지하고 있다. 이것들은 아마도 공간의 효율적인 사용과 큰 예에서 장식장(조각된 수풀과 나무)과 작은 "운하", 길고 얇은 직사각형 인공 물 뻗기의 사용으로 구별되었을 것이다. 독특한 "네덜란드식" 스타일이 주장될 때, 이는 일반적으로 수십 년 동안 이어진 17세기 후반 대규모 정원의 형식적인 스타일과 관련이 있다.
네덜란드는 인구 밀도가 가장 높은 국가 중 하나이기 때문에 일반적으로 정원이 작고 집들이 바로 옆에 배치되어 있기 때문에 빛이 많이 들어오지 않는다. 19세기부터 네덜란드 정원은 주로 영국과 프랑스의 더 넓은 경향에 적응했다. 네덜란드 정원은 상대적으로 작으며 "자립적이고 내성적인" 경향이 있으며 주변의 더 넓은 풍경과의 연관성이 적다. 18세기 후반부터 네덜란드의 많은 대규모 정원은 적어도 집 바로 근처 너머의 지역에 대해 영국식 조경 정원 스타일의 유럽식 버전을 채택했다. 19세기 말과 20세기 초에 만들어진 삼림 정원도 많이 있다.
해외의 "네덜란드식" 정원의 역사는 아마도 17세기부터 시작될 것이다. 한편으로는 처음에는 종종 네덜란드에서 수입된 표본 식물의 전시에 집중했다. 더 넓은 정원에서는 운하와 장식장을 흔히 볼 수 있다. 그러나 이 두 가지 특징은 모두 프랑스에서 네덜란드로 수입되었을 수 있으며 영국에서의 출현은 둘 중 하나 또는 두 국가에서 왔을 수 있다. 서어나무속과 같은 낙엽수종의 울타리가 아닌 상록수 울타리도 17세기 이후 네덜란드의 특징적인 양식으로 여겨져 왔다. 데이비드 자크(David Jacques)는 2002년 "네덜란드 정원이 무엇인지 누가 알겠는가?"라는 논문에서 설명이 결코 정확하지 않으며 "이제 영국 정원 스타일의 역사가들은 "네덜란드"와 같은 라벨을 피해야 할 때"라고 결론을 내렸다.
종종 층이 약간 움푹 들어가고 지금은 많이 심어진 직사각형 꽃밭은 "네덜란드"로 간주되었다. 많은 수의 튤립이 있는 정원은 네덜란드 정원으로 쉽게 표시된다.